# Amy Poehlerová
Amy Meredith Poehlerová (* 16. září 1971, Newton, Massachusetts, USA) je americká herečka, komička, dabérka, producentka a scenáristka. Byla vychována ve státě Massachusetts, kde v roce 1993 absolvovala na Boston College a poté se přestěhovala do Chicaga, kde se zabývala improvizačním divadlem se skupinami The Second City a ImprovOlympic. V roce 1996 se přestěhovala do New Yorku, kde se stala částí improvizační komediální skupiny Upright Citizens Brigade, ze které se později stal i televizní pořad. Poehler byla také jednou ze zakládajících členů Upright Citizens Brigade Theatre v roce 1999.
V letech 2001 až 2008 byla členkou televizního pořadu Saturday Night Live. V roce 2004 se stala moderátorkou pro víkendové skeče spolu se svou kamarádkou a kolegyní Tinou Fey. Její práce na Saturday Night Live jí vynesla dvě nominace na cenu Emmy v kategorii nejlepší herečka ve vedlejší roli v komediálním seriálu. Namluvila postavu v seriálech The Mighty B! a roli Eleanor Miller ve filmech Alvin a Chipmunkové. Od roku 2009 se objevuje v roli Leslie Knope v sitcomu Parks and Recreation, za který získala v roce 2014 cenu Zlatý glóbus.

## Osobní život
V roce 2003 si vzala herce Willa Arnetta, se kterým si zahrála v seriálu Arrested Development. Společně se také objevili ve filmu Ledově ostří, kde ztvárnili sourozeneckou krasobruslařskou dvojici a ve filmech Horton, On Broadway, Jarní prázdniny a Monstra vs. Vetřelci. Arnett se objevil i v hostující roli v seriálu Parks and Recreation.
V říjnu 2008 se páru narodil jejich první syn, Archibald William „Archie“ Emerson Arnett, a v srpnu 2010 druhý, kterého pojmenovali Abel James Arnett. V září 2012 oznámili, že končí své devítileté manželství. Od června 2013 Poehlerová chodí s hercem Nickem Krollem.